# Cardwell (Queensland)
Cardwell ist ein Ort im australischen Bundesstaat Queensland zwischen Innisfail im Norden und Ingham im Süden. 2021 lag die Einwohnerzahl bei 1245.

## Geschichte
Cardwell wurde im Januar 1864 als Hafenort gegründet und war – damals unter dem Namen Port Hinchinbrook – die erste Siedlung nördlich von Bowen. Der Ort wurde bereits 1864 umbenannt und nach dem britischen Politiker Edward Cardwell benannt.
Als ein Vorposten der Zivilisation diente Cardwell der Anbindung des Weidelandes im Valley of Lagoons. Der Ort wurde am 21. Mai 1864 offiziell zu einem "Port of Entry and Clearance" ernannt. 1872 begann man mit dem Bau eines Piers an der Stelle des heutigen, der 1969 mit einer Länge von 620 ft. errichtet wurde und der dritte seiner Art ist.
Bis zum Jahre 2008 war Cardwell Bestandteil des Verwaltungsgebietes Cardwell Shire mit Sitz in Tully, welches damals mit dem Johnstone Shire zur heute existierenden Cassowary Coast Region verschmolzen ist.
In der Nacht vom 2. auf den 3. Februar 2011 traf das Sturmzentrum des Zyklons Yasi den direkt am Meer gelegenen Ort mit voller Wucht und hinterließ derart massive Schäden, dass Vergleiche zu der Zerstörungskraft eines Tsunamis gezogen wurden. Cardwell war zuvor weitestgehend evakuiert worden.

## Historische Gebäude

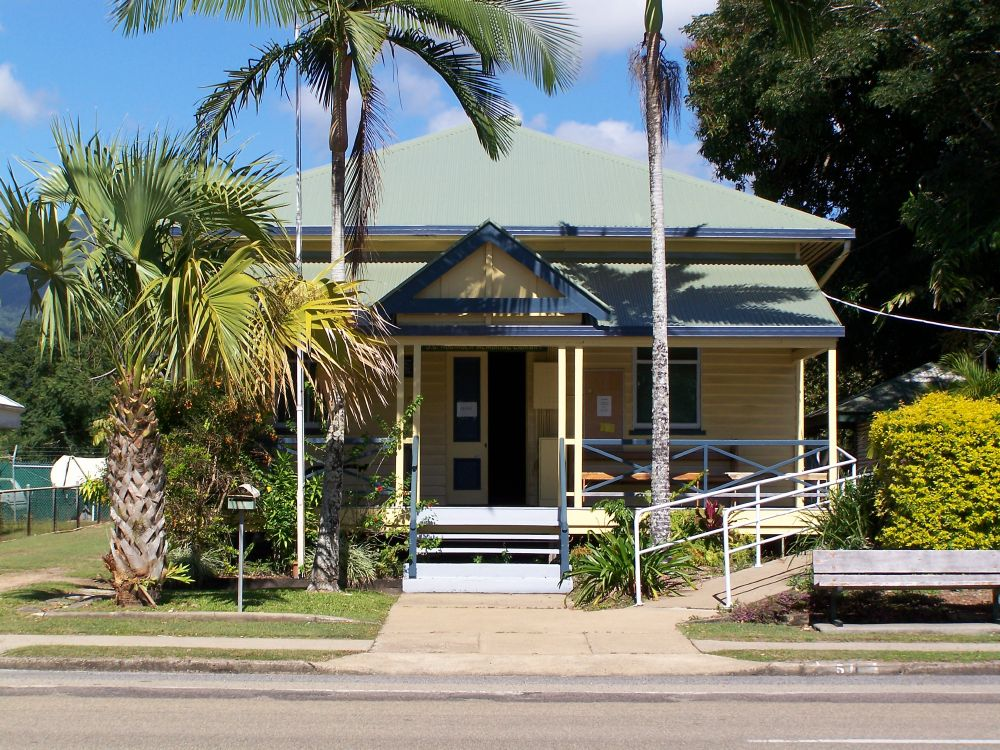
Ehem. Rathaus

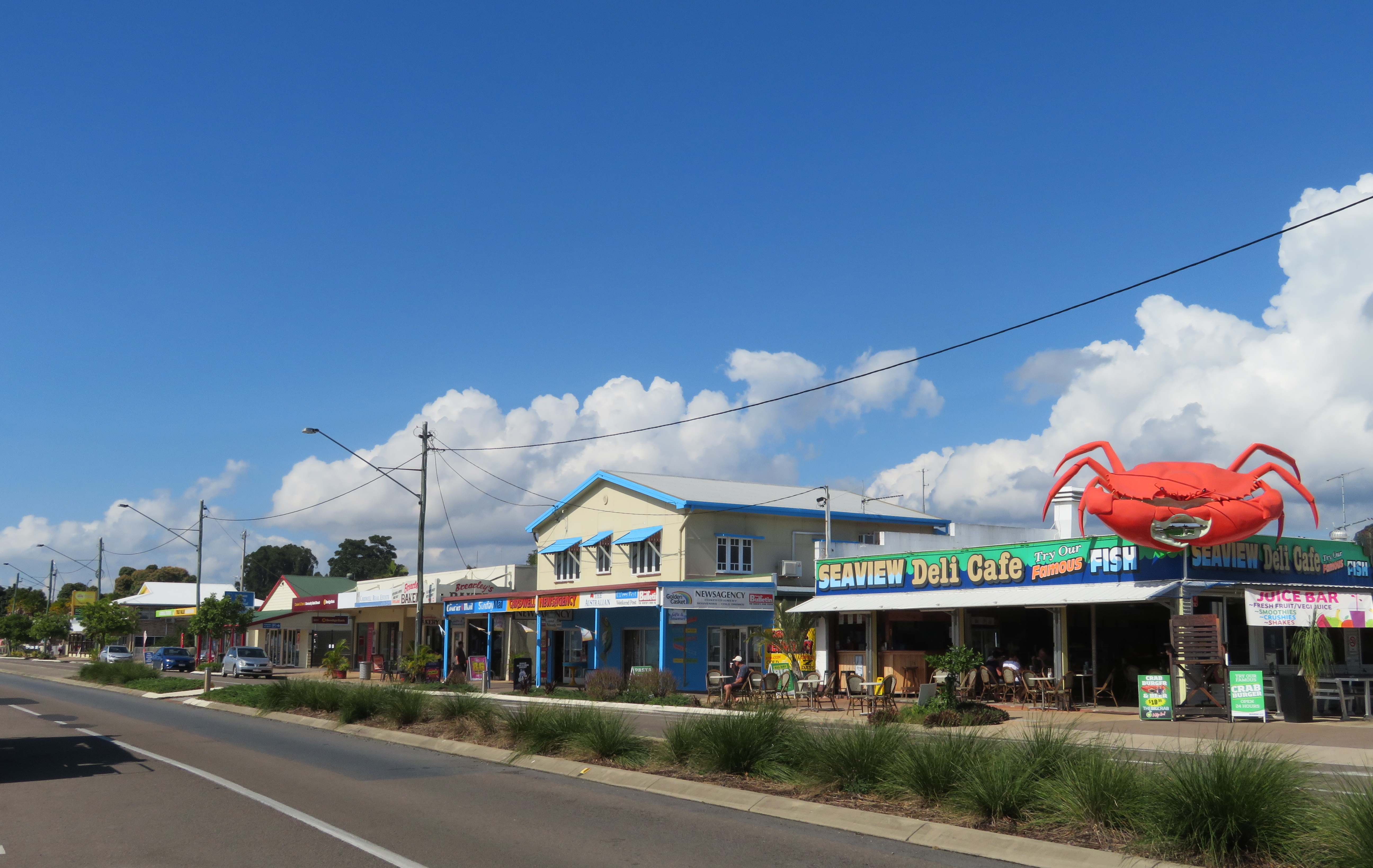
Victoria Street in Cardwell

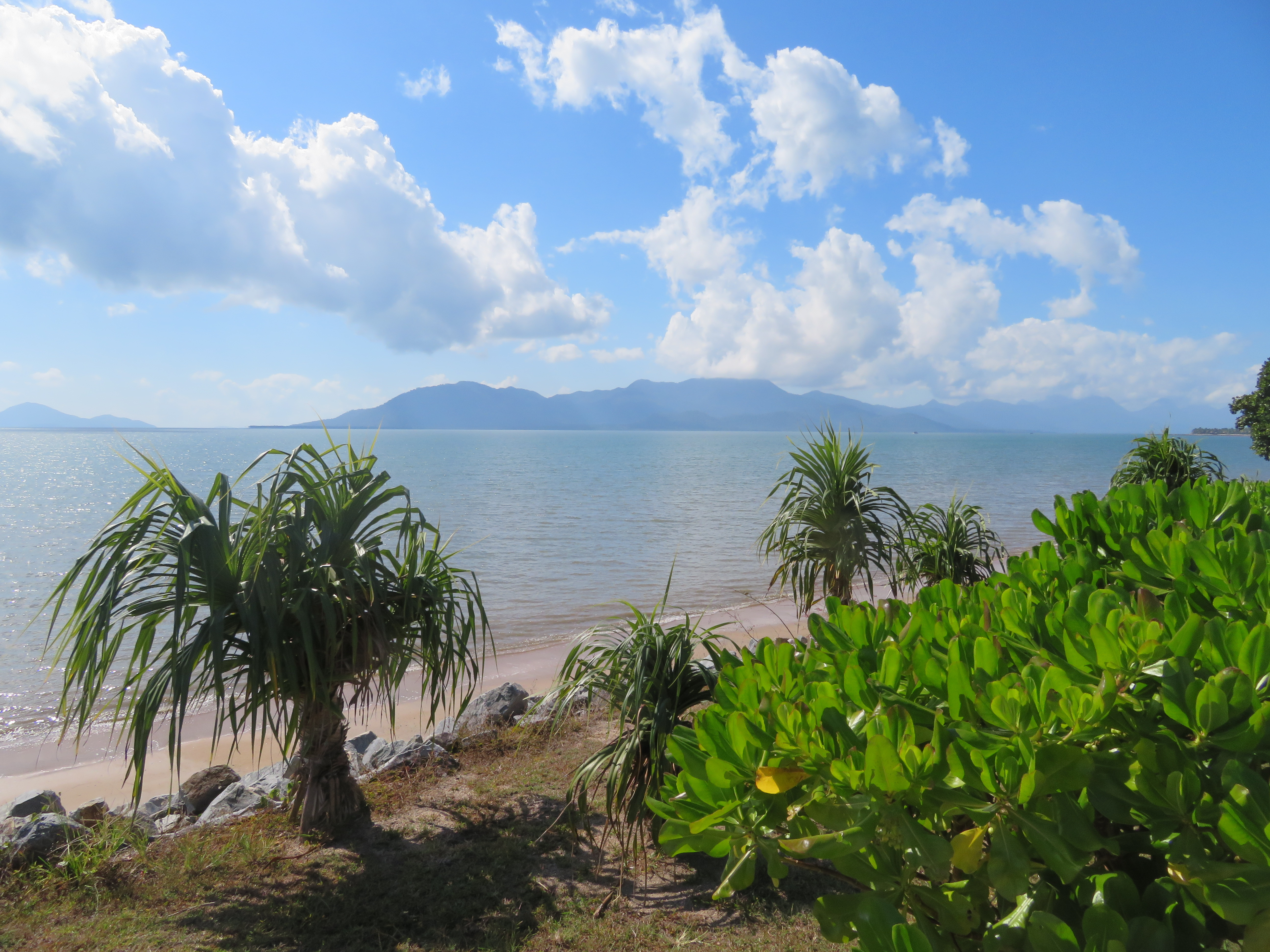
Blick von Cardwell über die Meeresstraße Hinchinbrook Channel

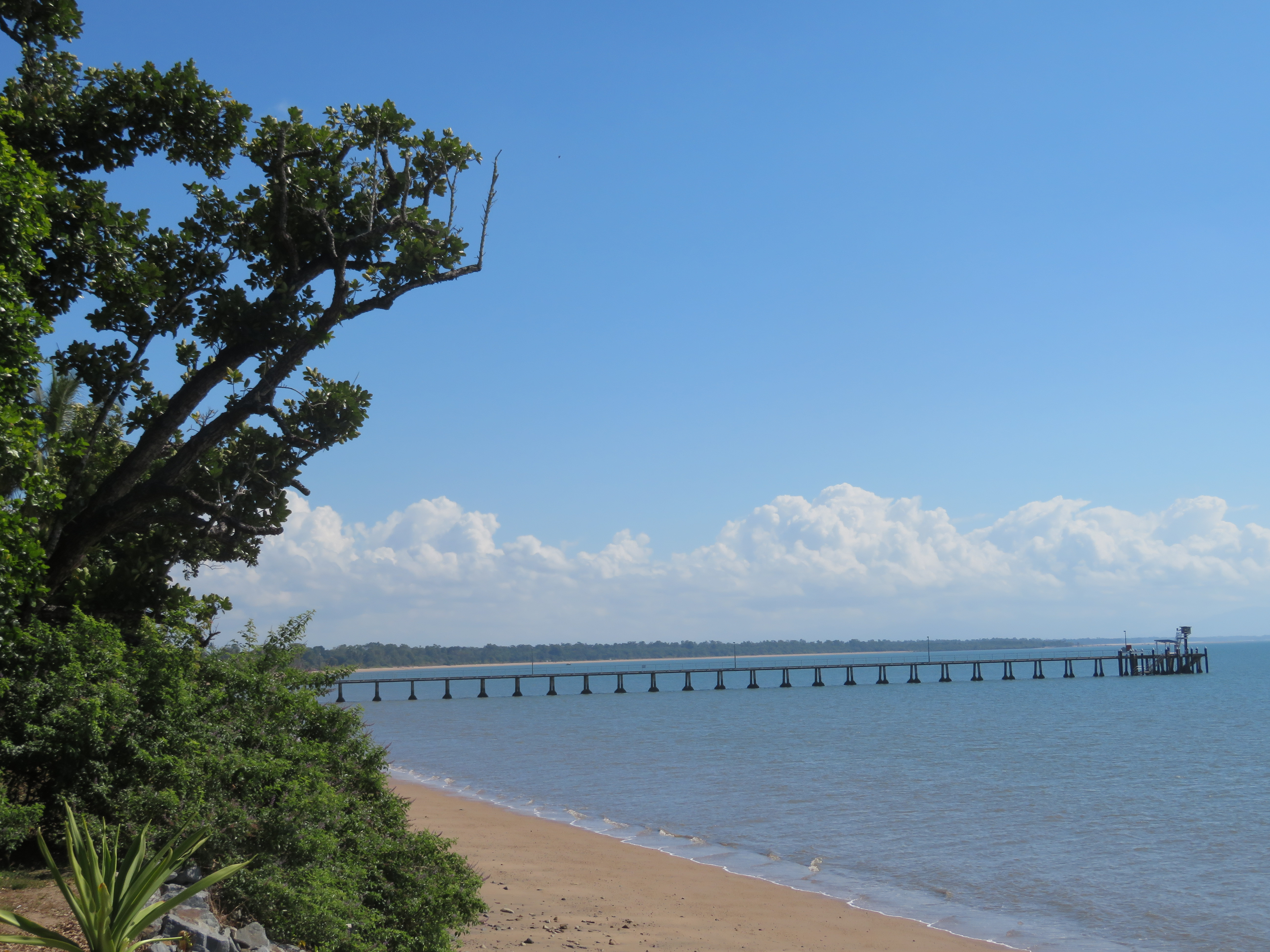
Pier am Strand von Cardwell

In Cardwell befinden sich noch einige historische Gebäude, von denen das 1892 erbaute ehemalige Rathaus (Cardwell Divisional Board), das frühere Postamt (Cardwell Bush Telegraph) von 1870 und die Farm Bellenden Homestead die bekanntesten sind.

## Klima
Die Temperaturen erreichen Spitzenwerte in den Monaten Dezember bis Februar mit mittleren Maxima von bis zu 31,5 °C und mittleren Minima nicht unter 22,2 °C. Im kältesten Monat, dem Juli, werden mittlere Maxima von 24,9 °C sowie mittlere Minima von 13,6 °C erreicht.
Die hohe jährliche Niederschlagsmenge von durchschnittlich 2128 mm fällt zu 80 Prozent in den Monaten Dezember bis April.

## Wirtschaft
Der Schwerpunkt der wirtschaftlichen Aktivitäten liegt in der Landwirtschaft, insbesondere im Anbau von Zucker und Bananen. Im Jahre 1996 waren über 30 Prozent der Erwerbstätigen in diesem Sektor beschäftigt. Im gesamten Cardwell Shire wurden im Jahr 1995 über 1 Million Tonnen Zuckerrohr geerntet. Auch Forstwirtschaft und Fischerei sind bedeutende Wirtschaftsfaktoren. Der Tourismus spielt ebenfalls eine große Rolle und steht innerhalb Far North Queensland nur hinter Cairns und Port Douglas zurück.

## Infrastruktur
In der Victoria Street, der Hauptgeschäfts- und -verkehrsstraße befinden sich verschiedene touristische Einrichtungen wie Hotels, Motels und Restaurants sowie ein Ärztehaus (Medical Centre), Bücherei, Postamt, Bank, Polizeistation, mehrere Tankstellen und eine Kunstgalerie. Parallel zur Victoria Street wurden am Meer mit seinem Sandstrand Grünanlagen und ein Spazierweg angelegt, der an einem Pier (Jetty) vorbei zum Coral Sea Memorial Park im Norden der Stadt führt und eine eindrucksvolle Aussicht auf die Meeresstraße Hinchinbrook Channel bietet, die die vorgelagerte Insel Hinchinbrook Island vom Festland trennt. Cardwell verfügt auch über einen Skate Park, eine Mehrzweckhalle und einen Golfplatz.
Am südlichen Rand von Cardwell wurde der Jachthafen Port Hinchinbrook mit Hotel und Golfplatz angelegt. Bekannt ist ebenfalls das Rainforest and Reef Centre, eine Ausstellung über die Fauna und Flora des Riffs und der Tropen.

## Verkehr
Cardwell liegt an der Eisenbahnlinie von Brisbane nach Cairns, auf der mehrmals pro Woche der Zug Spirit of Queensland in beiden Richtungen verkehrt und auch in Cardwell hält. Die Fahrzeit nach Brisbane beträgt rund 26:30 Stunden, nach Cairns 3:45 bis 4:45 Stunden.
Cardwell liegt am Bruce Highway, der Bestandteil des ganz Australien umspannenden National Highway 1 ist.
Zur nahegelegenen Insel Hinchinbrook Island besteht eine Fährverbindung.